# Соболевский проезд
Со́болевский прое́зд (до конца XIX — начала XX века 2-й переу́лок Миха́йловского шоссе́, затем до 1952 года Со́болевский переу́лок) — проезд в Северном административном округе города Москвы на территории района Коптево. С 1930-х гг. содержит линию маршрута трамвая.

## Расположение
Расположен между Михалковской улицей и Старопетровским проездом.
Пересекает 3-й Михалковский переулок, Старокоптевский переулок, Коптевский бульвар и Коптевскую улицу.

## Происхождение названия
Ранее данный проезд носил название 2-го переулка Михайловского шоссе. В XIX или в начале XX века был назван Соболевским переулком в честь здешнего домовладельца Дмитрия Никитича Соболева. В 1925 году известно существование братьев И. и С. Соболевых. В 1952 году Соболевский переулок был переименован в Соболевский проезд.

## История
В 1933 году по Соболевскому проезду была проложена линия трамвая, соединявшего Михалковскую улицу с улицей Коптева. На пересечении Соболевского проезда с улицей Клары Цеткин было устроено трамвайное кольцо, где располагалась конечная станция Коптево. В 1938 году трамвайные пути были проложены дальше, до Ленинградского шоссе, но кольцо также ещё некоторое время продолжало использоваться как конечная станция некоторых маршрутов трамваев, в частности, 27-го. Позже оно было заброшено и разобрано. До 1966 года с проезда ходил прямой трамвай до Трубной площади, со строительством Савёловской эстакады в 1966—1967 годах до начала 2000-х годов трамвай ходил до улицы 8 Марта, в настоящее время — только до станции метро «Дмитровская».
У пересечения Соболевского проезда с Коптевским бульваром находится Коптевский рынок, являющейся местом образования крупного пассажиропотока. Соболевский проезд имеет извилистую линию, особенно на участке между Михалковской улицей и 3-м Михалковским переулком.

## Транспорт
Трамваи: 23, 27, 30.